# Неживи
Неживи (още лоши мъртви, зли мъртви, мори, немъртви, нечисти, навье, навлянци, навои, навяци) според славянската митология са зли духове на починали хора, които не са успели да преминат в Долната земя и да намерят покой. Те са обречени на тежки страдания в материалния свят, и от озлобление вредят на живите.
Славяните вярвали, че духът на починалия не може сам да намери пътя между световете на живите и на духовете, поради което организирали оплаквания и траурни церемонии. Така те привличали духовете на прадедите, които да посрещнат душата на оплаквания и да я отведат.
Ако някой бъдел застигнат от преждевременна смърт или се самоубиел, или не бил оплакан и погребан според традицията, прадедите не идвали да го посрещнат и духът му оставал заключен в Яв. Такива духове обикновено се превръщали във вампири или върколаци.
Подобна била и посмъртната съдба на хора извършили тежки грехове или престъпления. Богинята на смъртта Мора не ги допускала в Нав и те оставали завинаги в Яв.